# Edgewood (Virginia Occidental)
Edgewood es un área no incorporada ubicada en el condado de Kanawha, Virginia Occidental, Estados Unidos. Está clasificada como un asentamiento humano por el Sistema de Información de Nombres Geográficos.
Aparece registrada en U.S. Geological Survey con fecha de entrada del 27 de junio de 1980. El número de identificación asignado por el Sistema de Información de Nombres Geográficos es 1554369.

## Geografía
Se encuentra a una altitud de 314 m s. n. m. (1030 pies) según el Servicio Geológico de Estados Unidos.